# Operations Support Systems
Operations support systems - Sistemas de soporte a las operaciones (también llamados operational support systems u OSS) son  empleados por las empresas operadoras de telecomunicaciones.  El término OSS por lo general describe a los "sistemas de red" que están directamente vinculados a la red de telecomunicaciones misma, por ejemplo: procesos de soporte para el mantenimiento del inventario de red, servicios de provisionamiento, configuración de los elementos de red y software para la gestión de fallas. El término complementario business support systems o BSS es más reciente y típicamente se refiere a los  “sistemas empresariales” o de negocios que tienen que ver entre otras cosas con la atención al cliente, procesos de soporte para la toma de órdenes, facturación, cobro, etc. Los dos tipos de sistemas en forma conjunta son denominados OSS/BSS, BSS/OSS o simplemente B/OSS.
Existen diferentes arquitecturas de BSS/OSS, que los descomponen en varios sub-sistemas, dependiendo de si adoptan la terminología y diagramas del TM Forum, o de instituciones de investigación en la industria o emplean alguna visión particular de los vendedores de estos sistemas.
Sin embargo, en general un OSS cubre al menos las siguientes áreas de aplicación:
- Network management systems - (Sistemas de gestión de red)
- Service delivery - (Plataforma de despliegue de servicios)
- Service fulfilment (Cumplimiento del servicio), incluyendo el inventario de red, activación y provisionamiento
- Service assurance - (Aseguramiento del servicio)
- Customer care - (Servicio al cliente)

## Historia y desarrollo de los OSS
Antes de 1970, diversas funciones que ahora forman parte de los OSS se realizaban mediante procedimientos administrativos manuales. Sin embargo, mucho de este esfuerzo podía ser automatizado mediante el uso de computadoras. Aproximadamente durante los siguientes cinco años, las compañías telefónicas crearon varios sistemas de cómputo (o aplicaciones de software) que mecanizaron algunas actividades.
Precisamente, esta situación fue uno de los factores clave para el desarrollo del sistema operativo Unix y del lenguaje de programación C. Bell System compró su propia línea de computadores PDP 11 de Digital Equipment Corporation para una variedad de aplicaciones OSS. Los sistemas OSS utilizados en la Bell System incluyeron AMATPS, CSOBS, EADAS, RMAS, Switching Control Center System (SCCS), Service Evaluation System (SES), Trunks Integrated Record Keeping System (TIRKS), y muchos más. Los sistemas OSS de esta era se describieron en las revistas Bell System Technical Journal, Bell Labs Record, y Telcordia Technologies (anteriormente Bellcore) SR-2275.